# 417 av. J.-C.
Cette page concerne l'année 417 av. J.-C. du calendrier julien proleptique.

## Événements

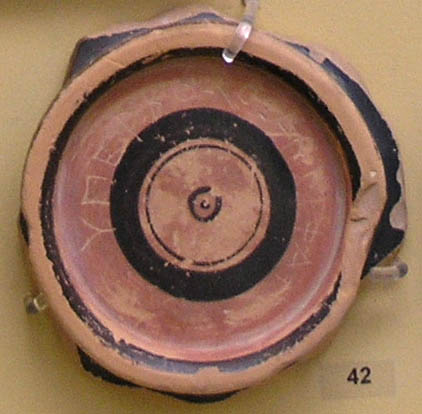
Ostrakon portant le nom d'Hyperbolos, 417-415 av. J.-C., Musée de l'Agora antique d'Athènes

- Janvier : discorde entre Alcibiade et Nicias à Athènes. Le démagogue Hyperbolos, ayant souhaité que l’un des deux soit ostracisé, suscite leur coalition provisoire et est lui-même ostracisé en mars[1]. L'ostracisme est utilisé pour la dernière fois.
- Printemps : alliance entre Nicias et Alcibiade, élus stratèges[1].
- Juillet-août : alliance entre Sparte et Argos, où les oligarques prennent le pouvoir. Argos se déchire ensuite dans des luttes civiles, où chaque faction est soutenue par Athènes ou Sparte[1].

- 26 septembre[2] : à Rome, entrée en fonction de tribuns militaires à pouvoir consulaire : Lucius Sergius Fidenas, Marcus Papirius Mugillanus, Caius Servilius Axilla[3].

- Hiver : 
  - Intervention lacédémonienne en Argolide pour détruire les fortifications construites par le parti démocratique avec le soutien d'Athènes[1].
  - Argos ravage le territoire de Phlionte, qui avait accueilli ses bannis[1].
  - expédition athénienne contre la Macédoine après qu'une expédition projetée par Nicias contre les Chalcidiens et Amphipolis ait dû être annulée par la défection du roi Perdiccas[1].
  - En Chine, le royaume de Qin est repoussé vers l'est par Wei du fleuve Jaune à la vallée de la Luo. Il fortifie les digues de cette rivière en 358 et 352 av. J.-C. du nord au Chensi[4].